# Runar Espejord
Runar Espejord (ur. 26 lutego 1996 w Tromsø) – norweski piłkarz występujący na pozycji napastnika w norweskim klubie Bodø/Glimt.

## Kariera klubowa

### Tromsø IL
W 2013 roku został przesunięty do pierwszej drużyny Tromsø IL. Zadebiutował 29 maja 2013 w meczu Pucharu Norwegii przeciwko Follo FK (3:1). 24 października 2013 zadebiutował w fazie grupowej Ligi Europy UEFA przeciwko Anży Machaczkała (1:0). W OBOS-ligaen zadebiutował 4 maja 2014 w meczu przeciwko Ranheim Fotball (1:1). Pierwszą bramkę zdobył 5 czerwca 2014 w meczu Pucharu Norwegii przeciwko FK Bodø/Glimt (1:2). Pierwszą bramkę w kwalifikacjach do Ligi Europy UEFA zdobył 10 lipca 2014 w meczu przeciwko FC Santos Tartu (6:1). W sezonie 2014 jego drużyna zajęła drugie miejsce w tabeli i awansowała do najwyższej ligi. W Eliteserien zadebiutował 12 maja 2015 w meczu przeciwko Vålerenga Fotball (4:5). Pierwszą bramkę w Eliteserien zdobył 27 września 2015 w meczu przeciwko Aalesunds FK (1:1). 25 marca 2019 podpisał nowy dwuletni kontrakt z zespołem. W sezonie 2019 jego zespół zajął przedostatnie miejsce w tabeli i spadł do OBOS-ligaen.

### sc Heerenveen
1 stycznia 2020 podpisał kontrakt z klubem sc Heerenveen. Zadebiutował 18 stycznia 2020 w meczu Eredivisie przeciwko Feyenoordowi (3:1).

### Tromsø IL
25 września 2020 został wysłany na wypożyczenie do drużyny Tromsø IL. Zadebiutował 29 września 2020 w meczu OBOS-ligaen przeciwko Ullensaker/Kisa IL (0:7), w którym zdobył dwie bramki. Po jednym sezonie spędzonym na drugim poziomie rozgrywkowym, jego drużyna zdobyła mistrzostwo ligi i awansowała do Eliteserien.

## Kariera reprezentacyjna

### Norwegia U-21
W 2017 roku otrzymał powołanie do reprezentacji Norwegii U-21. Zadebiutował 24 marca 2017 w meczu towarzyskim przeciwko reprezentacji Portugalii U-21 (3:1). Pierwszą bramkę zdobył 27 marca 2018 w meczu eliminacji do Mistrzostw Europy U-21 2019 przeciwko reprezentacji Izraela U-21 (1:3).

## Statystyki

### Klubowe
(aktualne na dzień 10 sierpnia 2021)
| Klub               | Sezon              | Liga               | Liga  | Liga   | Puchar kraju | Puchar kraju | Europa | Europa | Suma  | Suma   |
| Klub               | Sezon              | Liga               | Mecze | Bramki | Mecze        | Bramki       | Mecze  | Bramki | Mecze | Bramki |
| ------------------ | ------------------ | ------------------ | ----- | ------ | ------------ | ------------ | ------ | ------ | ----- | ------ |
| Tromsø IL          | 2013               | Eliteserien        | 0     | 0      | 1            | 0            | 4      | 0      | 5     | 0      |
| Tromsø IL          | 2014               | OBOS-ligaen        | 14    | 0      | 3            | 1            | 3      | 1      | 20    | 2      |
| Tromsø IL          | 2015               | Eliteserien        | 12    | 3      | 1            | 1            | –      | –      | 13    | 4      |
| Tromsø IL          | 2016               | Eliteserien        | 22    | 5      | 2            | 1            | –      | –      | 24    | 6      |
| Tromsø IL          | 2017               | Eliteserien        | 6     | 0      | 0            | 0            | –      | –      | 6     | 0      |
| Tromsø IL          | 2018               | Eliteserien        | 19    | 6      | 2            | 2            | –      | –      | 21    | 8      |
| Tromsø IL          | 2019               | Eliteserien        | 18    | 5      | 0            | 0            | –      | –      | 18    | 5      |
| Tromsø IL          | Ogólnie            | Ogólnie            | 91    | 19     | 9            | 5            | 7      | 1      | 107   | 25     |
| sc Heerenveen      | 2019/20            | Eredivisie         | 6     | 0      | 2            | 0            | –      | –      | 8     | 0      |
| sc Heerenveen      | Ogólnie            | Ogólnie            | 6     | 0      | 2            | 0            | 0      | 0      | 8     | 0      |
| Tromsø IL (wyp.)   | 2020               | OBOS-ligaen        | 5     | 5      | 0            | 0            | –      | –      | 5     | 5      |
| Tromsø IL (wyp.)   | 2021               | Eliteserien        | 2     | 0      | 1            | 0            | –      | –      | 3     | 0      |
| Tromsø IL (wyp.)   | Ogólnie            | Ogólnie            | 7     | 5      | 1            | 0            | 0      | 0      | 8     | 5      |
| Ogólnie w karierze | Ogólnie w karierze | Ogólnie w karierze | 104   | 24     | 12           | 5            | 7      | 1      | 123   | 30     |

### Reprezentacyjne
| Reprezentacja | Rok     | Mecze | Bramki |
| ------------- | ------- | ----- | ------ |
| Norwegia U-21 |         |       |        |
| 2017          | 2       | 0     |        |
| 2018          | 2       | 2     |        |
| Ogólnie       | Ogólnie | 4     | 2      |

| Mecze i gole w reprezentacji | Mecze i gole w reprezentacji | Mecze i gole w reprezentacji | Mecze i gole w reprezentacji | Mecze i gole w reprezentacji | Mecze i gole w reprezentacji | Mecze i gole w reprezentacji | Mecze i gole w reprezentacji |
| Lp.                          | Data                         | Miejsce                      | Gospodarz                    | Gość                         | Wynik                        | Gol                          | Rozgrywki                    |
| ---------------------------- | ---------------------------- | ---------------------------- | ---------------------------- | ---------------------------- | ---------------------------- | ---------------------------- | ---------------------------- |
| 1.                           | 24.03.2017                   | Estoril                      | Portugalia U-21              | Norwegia U-21                | 3:1                          |                              | Mecz towarzyski              |
| 2.                           | 14.11.2017                   | Drammen                      | Norwegia U-21                | Irlandia U-21                | 2:1                          |                              | el. ME U-21 2019             |
| 3.                           | 22.03.2018                   | Perugia                      | Włochy U-21                  | Norwegia U-21                | 1:1                          |                              | Mecz towarzyski              |
| 4.                           | 27.03.2018                   | Ramat Gan                    | Izrael U-21                  | Norwegia U-21                | 1:3                          | Gol · Gol                    | el. ME U-21 2019             |

## Sukcesy

### Tromsø IL
- Mistrzostwo OBOS-ligaen (1×): 2020
- Wicemistrzostwo OBOS-ligaen (1×): 2014